# Premierzy Francji

## Chronologiczna lista szefów rządów Francji
Przed konstytucją V Republiki Francuskiej w 1959 nie było formalnej pozycji premiera, lecz przewodniczący rady ministrów (Président du Conseil de Ministres).

## Przewodniczący Rady Ministrów Królestwa Francji (1815–1830)
| #   | Imię i Nazwisko                                    | Portret | Kadencja          | Kadencja          | Partia polityczna | Partia polityczna     | Rząd | Legislatura |
| #   | Imię i Nazwisko                                    | Portret | Od                | Do                | Partia polityczna | Partia polityczna     | Rząd | Legislatura |
| --- | -------------------------------------------------- | ------- | ----------------- | ----------------- | ----------------- | --------------------- | ---- | ----------- |
| 1   | Charles-Maurice de Talleyrand-Périgord (1754–1838) |         | 9 lipca 1815      | 26 września 1815  |                   | bezpartyjny           | •    | I           |
| 1   | Charles-Maurice de Talleyrand-Périgord (1754–1838) | II      | 9 lipca 1815      | 26 września 1815  |                   | bezpartyjny           | •    |             |
| 2   | Armand-Emmanuel du Plessis (1766–1822)             |         | 26 września 1815  | 29 grudnia 1818   |                   | bezpartyjny           | 1    |             |
| 3   | Jean-Joseph Dessolles (1767–1828)                  |         | 29 grudnia 1818   | 19 listopada 1819 |                   | bezpartyjny           | •    |             |
| 4   | Élie de Decazes (1780–1860)                        |         | 19 listopada 1819 | 20 lutego 1820    |                   | umiarkowany rojalista | •    |             |
| (2) | Armand-Emmanuel du Plessis (1766–1822)             |         | 20 lutego 1820    | 14 grudnia 1821   |                   | bezpartyjny           | 2    | III         |
| 5   | Jean-Baptiste de Villèle (1773–1854)               |         | 14 grudnia 1821   | 4 stycznia 1828   |                   | ultrarojaliści        | •    | III         |
| 6   | Jean-Baptiste de Martignac (1778–1832)             |         | 4 stycznia 1828   | 8 sierpnia 1829   |                   | umiarkowany rojalista | •    | IV          |
| 7   | Jules Armand de Polignac (1778–1832)               |         | 8 sierpnia 1829   | 28 lipca 1830     |                   | ultrarojaliści        | •    | IV          |
| 8   | Casimir de Mortemart (1787–1875)                   |         | 29 lipca 1830     | 29 lipca 1830     | •                 | ultrarojaliści        | V    |             |

## Przewodniczący Rady Ministrów Królestwa Francji (1830–1848)
| #    | Imię i Nazwisko                        | Portret                      | Kadencja             | Kadencja             | Partia polityczna       | Partia polityczna  | Rząd      | Legislatura |
| #    | Imię i Nazwisko                        | Portret                      | Od                   | Do                   | Partia polityczna       | Partia polityczna  | Rząd      | Legislatura |
| ---- | -------------------------------------- | ---------------------------- | -------------------- | -------------------- | ----------------------- | ------------------ | --------- | ----------- |
| −    | Ludwik Filip I (1773–1850)             |                              | 1 sierpnia 1830      | 11 sierpnia 1830     |                         | Orleanizm          | •         | I           |
| −    | Ludwik Filip I (1773–1850)             | 11 sierpnia 1830             | 2 listopada 1830     | 1                    |                         | Orleanizm          |           | I           |
| 9    | Jacques Laffitte (1767–1844)           |                              | 2 listopada 1830     | 13 marca 1831        |                         | doktrynerzy        | •         | I           |
| 10   | Casimir Pierre Perier (1777–1832)      |                              | 13 marca 1831        | 16 maja 1832         | doktrynerzy (1831-1832) | •                  | II        |             |
| 10   | Casimir Pierre Perier (1777–1832)      | Partia Ruchu Oporu (od 1832) | 13 marca 1831        | 16 maja 1832         |                         | •                  | II        |             |
| 11   | Nicolas Jean de Dieu Soult (1769–1851) |                              | 11 października 1832 | 18 lipca 1834        |                         | Partia Ruchu Oporu | II        | 1           |
| 12   | Étienne Maurice Gérard (1769–1851)     |                              | 18 lipca 1834        | 10 listopada 1834    |                         | bezpartyjny        | II        | •           |
| 13   | Hugues Maret (1763–1839)               |                              | 10 listopada 1834    | 18 listopada 1834    | •                       | bezpartyjny        | II        |             |
| 14   | Édouard Mortier (1768–1835)            |                              | 18 listopada 1834    | 12 marca 1835        |                         | Partia Ruchu Oporu | •         | III         |
| 15   | Victor de Broglie (1785–1870)          |                              | 12 marca 1835        | 22 lutego 1836       | •                       | Partia Ruchu Oporu |           | III         |
| 16   | Adolphe Thiers (1797–1877)             |                              | 22 lutego 1836       | 6 września 1836      |                         | Partia Ruchu       | 1         | III         |
| 17   | Louis Mathieu Molé (1781–1855)         |                              | 6 września 1836      | 15 kwietnia 1837     |                         | Partia Ruchu Oporu | 1         | III         |
| 17   | Louis Mathieu Molé (1781–1855)         | 15 kwietnia 1837             | 31 marca 1839        | 2                    | IV                      | Partia Ruchu Oporu |           |             |
| −    | Ludwik Filip I (1773–1850)             |                              | 31 marca 1839        | 12 maja 1839         | IV                      |                    | Orleanizm | 2           |
| (11) | Nicolas Jean de Dieu Soult (1769–1851) |                              | 12 maja 1839         | 1 marca 1840         |                         | Partia Ruchu Oporu | 2         | V           |
| (16) | Adolphe Thiers (1797–1877)             |                              | 1 marca 1840         | 29 października 1840 |                         | Partia Ruchu       | 2         | V           |
| (11) | Nicolas Jean de Dieu Soult (1769–1851) |                              | 29 października 1840 | 19 września 1847     |                         | Partia Ruchu Oporu | 3         | V           |
| (11) | Nicolas Jean de Dieu Soult (1769–1851) | VI                           | 29 października 1840 | 19 września 1847     |                         | Partia Ruchu Oporu | 3         |             |
| 18   | François Guizot (1787–1874)            |                              | 18 września 1847     | 23 lutego 1848       | •                       | Partia Ruchu Oporu | VII       |             |
| (17) | Louis Mathieu Molé (1781–1855)         |                              | 23 lutego 1848       | 24 lutego 1848       | •                       | Partia Ruchu Oporu | VII       |             |

## Przewodniczący Rady Ministrów II Republiki (1848–1852)
| #  | Imię i Nazwisko                              | Portret          | Kadencja             | Kadencja             | Partia polityczna | Partia polityczna        | Rząd                  | Legislatura                |
| #  | Imię i Nazwisko                              | Portret          | Od                   | Do                   | Partia polityczna | Partia polityczna        | Rząd                  | Legislatura                |
| -- | -------------------------------------------- | ---------------- | -------------------- | -------------------- | ----------------- | ------------------------ | --------------------- | -------------------------- |
| 19 | Jacques-Charles Dupont de l’Eure (1787–1874) |                  | 24 lutego 1848       | 9 maja 1848          |                   | Umiarkowani republikanie | •                     | Zgromadzenie Konstytucyjne |
| 20 | François Arago (1786–1853)                   |                  | 9 maja 1848          | 28 czerwca 1848      | •                 | Umiarkowani republikanie |                       | Zgromadzenie Konstytucyjne |
| 21 | Louis-Eugène Cavaignac (1802–1857)           |                  | 28 czerwca 1848      | 20 grudnia 1848      | •                 | Umiarkowani republikanie |                       | Zgromadzenie Konstytucyjne |
| 22 | Odilon Barrot (1791–1873)                    |                  | 20 grudnia 1848      | 2 czerwca 1849       |                   | Partia Porządku          | 1                     | Zgromadzenie Konstytucyjne |
| 22 | Odilon Barrot (1791–1873)                    | 2 czerwca 1849   | 30 października 1849 | 2                    |                   | Partia Porządku          |                       | Zgromadzenie Konstytucyjne |
| 23 | Alphonse Henri d’Hautpoul (1789–1865)        |                  | 30 października 1849 | 24 stycznia 1851     | •                 | Partia Porządku          | Zgromadzenie Narodowe |                            |
| −  | Louis-Napoleon Bonaparte (1808–1873)         |                  | 24 stycznia 1851     | 10 kwietnia 1851     |                   | Bonapartyści             | Zgromadzenie Narodowe | •                          |
| 24 | Léon Faucher (1789–1865)                     |                  | 10 kwietnia 1851     | 26 października 1851 |                   | Partia Porządku          | Zgromadzenie Narodowe | •                          |
| −  | Louis-Napoleon Bonaparte (1808–1873)         |                  | 26 października 1851 | 2 grudnia 1851       |                   | Bonapartyści             | Zgromadzenie Narodowe | •                          |
| −  | Louis-Napoleon Bonaparte (1808–1873)         | 3 grudnia 1851   | 22 stycznia 1852     | 1                    |                   | Bonapartyści             | Zgromadzenie Narodowe |                            |
| −  | Louis-Napoleon Bonaparte (1808–1873)         | 22 stycznia 1852 | 2 grudnia 1852       | 2                    |                   | Bonapartyści             | Zgromadzenie Narodowe |                            |

## Przewodniczący Rady Ministrów II Cesarstwa (1851–1870)
| #  | Imię i Nazwisko                      | Portret       | Kadencja         | Kadencja         | Partia polityczna | Partia polityczna | Rząd | Legislatura |
| #  | Imię i Nazwisko                      | Portret       | Od               | Do               | Partia polityczna | Partia polityczna | Rząd | Legislatura |
| -- | ------------------------------------ | ------------- | ---------------- | ---------------- | ----------------- | ----------------- | ---- | ----------- |
| −  | Napoleon III Bonaparte (1808–1873)   |               | 2 grudnia 1852   | 17 lipca 1869    |                   | Bonapartyści      | 3    | I, II, III  |
| −  | Napoleon III Bonaparte (1808–1873)   | 17 lipca 1869 | 27 grudnia 1869  | 4                |                   | Bonapartyści      |      | I, II, III  |
| 25 | Émile Ollivier (1825–1913)           |               | 2 stycznia 1870  | 10 sierpnia 1870 |                   | Trzecia Partia    | •    | IV          |
| 26 | Charles Cousin-Montauban (1796–1878) |               | 10 sierpnia 1870 | 4 września 1870  |                   | bezpartyjny       | •    | IV          |

## Przewodniczący Rządu Obrony Narodowej (1870–1871)
| #  | Imię i Nazwisko                | Portret | Kadencja        | Kadencja       | Partia polityczna | Partia polityczna | Rząd |
| #  | Imię i Nazwisko                | Portret | Od              | Do             | Partia polityczna | Partia polityczna | Rząd |
| -- | ------------------------------ | ------- | --------------- | -------------- | ----------------- | ----------------- | ---- |
| 27 | Louis Jules Trochu (1815–1896) |         | 4 września 1870 | 17 lutego 1871 |                   | wojskowy          | •    |

## Przewodniczący Rady Ministrów III Republiki Francuskiej (1871–1940)
| #    | Imię i Nazwisko                      | Portret              | Kadencja             | Kadencja             | Partia polityczna | Partia polityczna            | Rząd | Legislatura           |
| #    | Imię i Nazwisko                      | Portret              | Od                   | Do                   | Partia polityczna | Partia polityczna            | Rząd | Legislatura           |
| ---- | ------------------------------------ | -------------------- | -------------------- | -------------------- | ----------------- | ---------------------------- | ---- | --------------------- |
| 28   | Jules Dufaure (1798–1881)            |                      | 19 lutego 1871       | 18 maja 1873         |                   | Umiarkowani republikanie     | 1    | Zgromadzenie Narodowe |
| 28   | Jules Dufaure (1798–1881)            | 18 maja 1873         | 24 maja 1873         | 2                    |                   | Umiarkowani republikanie     |      | Zgromadzenie Narodowe |
| 29   | Albert Victor de Broglie (1821–1901) |                      | 25 maja 1873         | 24 listopada 1873    |                   | Orleanizm                    | 1    | Zgromadzenie Narodowe |
| 29   | Albert Victor de Broglie (1821–1901) | 26 listopada 1873    | 16 maja 1874         | 2                    |                   | Orleanizm                    |      | Zgromadzenie Narodowe |
| 30   | Ernest Courtot de Cissey (1810–1882) |                      | 22 maja 1874         | 25 lutego 1875       |                   | Legitymista                  | •    | Zgromadzenie Narodowe |
| 31   | Louis Buffet (1818–1898)             |                      | 10 marca 1875        | 23 lutego 1876       |                   | umiarkowany rojalista        | •    | Zgromadzenie Narodowe |
| (28) | Jules Dufaure (1798–1881)            |                      | 23 lutego 1876       | 9 marca 1876         |                   | Umiarkowani republikanie     | 3    | Zgromadzenie Narodowe |
| (28) | Jules Dufaure (1798–1881)            | 9 marca 1876         | 3 grudnia 1876       | 4                    |                   | Umiarkowani republikanie     |      | Zgromadzenie Narodowe |
| 32   | Jules Simon (1814–1896)              |                      | 12 grudnia 1876      | 16 maja 1877         | •                 | Umiarkowani republikanie     | I    |                       |
| (29) | Albert Victor de Broglie (1821–1901) |                      | 17 maja 1877         | 19 listopada 1877    |                   | Orleanizm                    | I    | 3                     |
| 33   | Gaëtan de Rochebouët (1813–1899)     |                      | 23 listopada 1877    | 13 grudnia 1877      |                   | Legitymista                  | •    | II                    |
| (28) | Jules Dufaure (1798–1881)            |                      | 13 grudnia 1877      | 30 stycznia 1879     |                   | Umiarkowani republikanie     | 5    | II                    |
| 34   | William Henry Waddington (1826–1894) |                      | 4 lutego 1879        | 21 grudnia 1879      | •                 | Umiarkowani republikanie     |      | II                    |
| 35   | Charles de Freycinet (1828–1923)     |                      | 28 grudnia 1879      | 19 września 1880     | 1                 | Umiarkowani republikanie     |      | II                    |
| 36   | Jules Ferry (1832–1893)              |                      | 23 września 1880     | 10 listopada 1881    | 1                 | Umiarkowani republikanie     |      | II                    |
| 37   | Léon Gambetta (1838–1882)            |                      | 14 listopada 1881    | 26 stycznia 1882     |                   | Unia Republikańska           | •    | III                   |
| (35) | Charles de Freycinet (1828–1923)     |                      | 30 stycznia 1882     | 29 lipca 1882        |                   | Umiarkowani republikanie     | 2    | III                   |
| 38   | Charles Duclerc (1812–1888)          |                      | 7 sierpnia 1882      | 28 stycznia 1883     | •                 | Umiarkowani republikanie     |      | III                   |
| 39   | Armand Fallières (1841–1931)         |                      | 29 stycznia 1883     | 17 lutego 1883       | •                 | Umiarkowani republikanie     |      | III                   |
| (36) | Jules Ferry (1832–1893)              |                      | 21 lutego 1883       | 30 marca 1885        | 2                 | Umiarkowani republikanie     |      | III                   |
| 40   | Henri Brisson (1835–1912)            |                      | 6 kwietnia 1885      | 29 grudnia 1885      |                   | Unia Republikańska           | 1    | III                   |
| (35) | Charles de Freycinet (1828–1923)     |                      | 7 stycznia 1886      | 3 grudnia 1886       |                   | Umiarkowani republikanie     | 3    | IV                    |
| 41   | René Goblet (1828–1905)              |                      | 11 grudnia 1886      | 17 maja 1887         |                   | Radykalny Republikanin       | •    | IV                    |
| 42   | Maurice Rouvier (1842–1911)          |                      | 30 maja 1887         | 4 grudnia 1887       |                   | Umiarkowani republikanie     | 1    | IV                    |
| 43   | Pierre Tirard (1827–1893)            |                      | 11 grudnia 1887      | 30 marca 1888        | 1                 | Umiarkowani republikanie     |      | IV                    |
| 44   | Charles Floquet (1828–1896)          |                      | 3 kwietnia 1888      | 14 lutego 1889       |                   | Radykalny Republikanin       | •    | IV                    |
| (43) | Pierre Tirard (1827–1893)            |                      | 22 lutego 1889       | 13 marca 1890        |                   | Umiarkowani republikanie     | 2    | IV                    |
| (35) | Charles de Freycinet (1828–1923)     |                      | 17 marca 1890        | 18 lutego 1892       |                   | Umiarkowani republikanie     | 4    | V                     |
| 45   | Émile Loubet (1838–1929)             |                      | 27 lutego 1892       | 28 listopada 1892    |                   | Umiarkowani republikanie     | •    | V                     |
| 46   | Alexandre Ribot (1842–1923)          |                      | 6 grudnia 1892       | 10 stycznia 1893     |                   | Umiarkowani republikanie     | 1    | V                     |
| 46   | Alexandre Ribot (1842–1923)          | 11 stycznia 1893     | 30 marca 1893        | 2                    |                   | Umiarkowani republikanie     |      | V                     |
| 47   | Charles Dupuy (1851–1923)            |                      | 4 kwietnia 1893      | 23 listopada 1893    |                   | Umiarkowani republikanie     | 1    | V                     |
| 48   | Jean Casimir-Perier (1847–1907)      |                      | 3 grudnia 1893       | 22 maja 1894         |                   | Umiarkowani republikanie     | •    | VI                    |
| (47) | Charles Dupuy (1851–1923)            |                      | 30 maja 1894         | 25 czerwca 1894      |                   | Umiarkowani republikanie     | 2    | VI                    |
| (47) | Charles Dupuy (1851–1923)            | 1 lipca 1894         | 15 stycznia 1895     | 3                    |                   | Umiarkowani republikanie     |      | VI                    |
| (46) | Alexandre Ribot (1842–1923)          |                      | 26 stycznia 1895     | 28 października 1895 |                   | Umiarkowani republikanie     | 3    | VI                    |
| 49   | Léon Bourgeois (1851–1925)           |                      | 1 listopada 1895     | 23 kwietnia 1896     |                   | Radykalny Republikanin       | •    | VI                    |
| 50   | Jules Méline (1838–1925)             |                      | 28 kwietnia 1896     | 28 czerwca 1898      |                   | Umiarkowani republikanie     | •    | VI                    |
| (40) | Henri Brisson (1835–1912)            |                      | 28 czerwca 1898      | 26 października 1898 |                   | Radykalny Republikanin       | 2    | VII                   |
| (47) | Charles Dupuy (1851–1923)            |                      | 1 listopada 1898     | 18 lutego 1899       |                   | Umiarkowani republikanie     | 4    | VII                   |
| (47) | Charles Dupuy (1851–1923)            | 18 lutego 1899       | 12 czerwca 1899      | 5                    |                   | Umiarkowani republikanie     |      | VII                   |
| 51   | Pierre Waldeck-Rousseau (1846–1904)  |                      | 22 czerwca 1899      | 3 czerwca 1902       |                   | Umiarkowani republikanie/ARD | •    | VII                   |
| 52   | Émile Combes (1835–1921)             |                      | 7 czerwca 1902       | 18 stycznia 1905     |                   | PRRRS                        | •    | VIII                  |
| (42) | Maurice Rouvier (1842–1911)          |                      | 24 stycznia 1905     | 18 lutego 1906       |                   | ARD                          | 2    | VIII                  |
| (42) | Maurice Rouvier (1842–1911)          | 18 lutego 1906       | 7 marca 1906         | 3                    |                   | ARD                          |      | VIII                  |
| 53   | Ferdinand Sarrien (1840–1915)        |                      | 14 marca 1906        | 20 października 1906 |                   | PRRRS                        | •    | VIII                  |
| 54   | Georges Clemenceau (1841–1929)       |                      | 25 października 1906 | 20 lipca 1909        |                   | bezpartyjny                  | 1    | IX                    |
| 55   | Aristide Briand (1862–1932)          |                      | 24 lipca 1909        | 3 listopada 1910     |                   | PRS                          | 1    | IX                    |
| 55   | Aristide Briand (1862–1932)          | 4 listopada 1910     | 27 lutego 1911       | 2                    |                   | PRS                          |      | IX                    |
| 56   | Ernest Monis (1846–1929)             |                      | 2 marca 1911         | 23 czerwca 1911      |                   | PRRRS                        | •    | X                     |
| 57   | Joseph Caillaux (1863–1944)          |                      | 27 czerwca 1911      | 14 stycznia 1912     | •                 | PRRRS                        |      | X                     |
| 58   | Raymond Poincaré (1860–1934)         |                      | 14 stycznia 1912     | 21 stycznia 1913     |                   | PRD                          | 1    | X                     |
| (55) | Aristide Briand (1862–1932)          |                      | 21 stycznia 1913     | 18 lutego 1913       |                   | PRS                          | 3    | X                     |
| (55) | Aristide Briand (1862–1932)          | 18 lutego 1913       | 22 marca 1913        | 4                    |                   | PRS                          |      | X                     |
| 59   | Louis Barthou (1862–1934)            |                      | 22 marca 1913        | 2 grudnia 1913       |                   | PRD                          | •    | X                     |
| 60   | Gaston Doumergue (1863–1937)         |                      | 2 grudnia 1913       | 2 czerwca 1914       |                   | PRRRS                        | 1    | X                     |
| (46) | Alexandre Ribot (1842–1923)          |                      | 9 czerwca 1914       | 12 czerwca 1914      |                   | PRD                          | 4    | XI                    |
| 61   | René Viviani (1862–1925)             |                      | 13 czerwca 1914      | 26 sierpnia 1914     |                   | PRS                          | 1    | XI                    |
| 61   | René Viviani (1862–1925)             | 26 sierpnia 1914     | 29 października 1915 | 2                    |                   | PRS                          |      | XI                    |
| (55) | Aristide Briand (1862–1932)          |                      | 29 października 1915 | 12 grudnia 1916      | 5                 | PRS                          |      | XI                    |
| (55) | Aristide Briand (1862–1932)          | 12 grudnia 1916      | 17 marca 1917        | 6                    |                   | PRS                          |      | XI                    |
| (46) | Alexandre Ribot (1842–1923)          |                      | 20 marca 1917        | 7 września 1917      |                   | PRD                          | 5    | XI                    |
| 62   | Paul Painlevé (1863–1933)            |                      | 12 września 1917     | 13 listopada 1917    |                   | PRS                          | 1    | XI                    |
| (54) | Georges Clemenceau (1841–1929)       |                      | 16 listopada 1917    | 18 stycznia 1920     |                   | bezpartyjny                  | 2    | XI                    |
| 63   | Alexandre Millerand (1859–1943)      |                      | 20 stycznia 1920     | 18 lutego 1920       | 1                 | bezpartyjny                  | XII  |                       |
| 63   | Alexandre Millerand (1859–1943)      | 18 lutego 1920       | 23 września 1920     | 2                    |                   | bezpartyjny                  | XII  |                       |
| 64   | Georges Leygues (1857–1933)          |                      | 24 września 1920     | 7 stycznia 1921      |                   | PRDS                         | XII  | •                     |
| (55) | Aristide Briand (1862–1932)          |                      | 16 stycznia 1921     | 12 stycznia 1922     |                   | PRS                          | XII  | 7                     |
| (58) | Raymond Poincaré (1860–1934)         |                      | 15 stycznia 1922     | 22 marca 1924        |                   | PRDS                         | XII  | 2                     |
| (58) | Raymond Poincaré (1860–1934)         | 29 marca 1924        | 1 czerwca 1924       | 3                    |                   | PRDS                         | XII  |                       |
| 65   | Frédéric François-Marsal (1874–1958) |                      | 8 czerwca 1924       | 10 czerwca 1924      |                   | FR                           | XII  | •                     |
| 66   | Édouard Herriot (1872–1957)          |                      | 14 czerwca 1924      | 10 kwietnia 1925     |                   | PRRRS                        | 1    | XIII                  |
| (62) | Paul Painlevé (1863–1933)            |                      | 17 kwietnia 1925     | 27 października 1925 |                   | PRS                          | 2    | XIII                  |
| (62) | Paul Painlevé (1863–1933)            | 29 października 1925 | 22 listopada 1925    | 3                    |                   | PRS                          |      | XIII                  |
| (55) | Aristide Briand (1862–1932)          |                      | 28 listopada 1925    | 6 marca 1926         | 8                 | PRS                          |      | XIII                  |
| (55) | Aristide Briand (1862–1932)          | 9 marca 1926         | 15 czerwca 1926      | 9                    |                   | PRS                          |      | XIII                  |
| (55) | Aristide Briand (1862–1932)          | 23 czerwca 1926      | 17 lipca 1926        | 10                   |                   | PRS                          |      | XIII                  |
| (66) | Édouard Herriot (1872–1957)          |                      | 19 lipca 1926        | 21 lipca 1926        |                   | PRRRS                        | 2    | XIII                  |
| (58) | Raymond Poincaré (1860–1934)         |                      | 23 lipca 1926        | 6 listopada 1928     |                   | AD                           | 4    | XIII                  |
| (58) | Raymond Poincaré (1860–1934)         | 11 listopada 1928    | 26 lipca 1929        | 5                    |                   | AD                           |      | XIII                  |
| (55) | Aristide Briand (1862–1932)          |                      | 29 lipca 1929        | 22 października 1929 |                   | PRS                          | 9    | XIV                   |
| 67   | André Tardieu (1876–1945)            |                      | 3 listopada 1929     | 17 lutego 1930       |                   | AD                           | 1    | XIV                   |
| 68   | Camille Chautemps (1885–1963)        |                      | 21 lutego 1930       | 25 lutego 1930       |                   | PRRRS                        | 1    | XIV                   |
| (67) | André Tardieu (1876–1945)            |                      | 2 marca 1930         | 4 grudnia 1930       |                   | AD                           | 2    | XIV                   |
| 69   | Théodore Steeg (1868–1950)           |                      | 13 grudnia 1930      | 22 stycznia 1931     |                   | PRRRS                        | •    | XIV                   |
| 70   | Pierre Laval (1883–1945)             |                      | 27 stycznia 1931     | 13 czerwca 1931      |                   | DVG                          | 1    | XIV                   |
| 70   | Pierre Laval (1883–1945)             | 13 czerwca 1931      | 12 stycznia 1932     | 2                    |                   | DVG                          |      | XIV                   |
| 70   | Pierre Laval (1883–1945)             | 14 stycznia 1932     | 6 lutego 1932        | 3                    |                   | DVG                          |      | XIV                   |
| (67) | André Tardieu (1876–1945)            |                      | 20 lutego 1932       | 3 czerwca 1932       |                   | AD                           | 3    | XIV                   |
| (66) | Édouard Herriot (1872–1957)          |                      | 3 czerwca 1932       | 14 grudnia 1932      |                   | PRRRS                        | 3    | XV                    |
| 71   | Joseph Paul-Boncour (1873–1972)      |                      | 18 grudnia 1932      | 28 stycznia 1933     |                   | PRS                          | •    | XV                    |
| 72   | Édouard Daladier (1884–1970)         |                      | 31 stycznia 1933     | 24 października 1933 |                   | PRRRS                        | 1    | XV                    |
| 73   | Albert Sarraut (1872–1962)           |                      | 26 października 1933 | 24 listopada 1933    | 1                 | PRRRS                        |      | XV                    |
| (68) | Camille Chautemps (1885–1963)        |                      | 26 listopada 1933    | 27 stycznia 1934     | 2                 | PRRRS                        |      | XV                    |
| (72) | Édouard Daladier (1884–1970)         |                      | 30 stycznia 1934     | 7 lutego 1934        | 2                 | PRRRS                        |      | XV                    |
| (60) | Gaston Doumergue (1863–1937)         |                      | 9 lutego 1934        | 8 listopada 1934     | 2                 | PRRRS                        |      | XV                    |
| 74   | Pierre-Étienne Flandin (1889–1958)   |                      | 8 listopada 1934     | 31 maja 1935         |                   | AD                           | 1    | XV                    |
| 75   | Fernand Bouisson (1874–1959)         |                      | 1 czerwca 1935       | 4 czerwca 1935       |                   | PRS                          | •    | XV                    |
| (70) | Pierre Laval (1883–1945)             |                      | 7 czerwca 1935       | 22 stycznia 1936     |                   | DVG                          | 4    | XV                    |
| (73) | Albert Sarraut (1872–1962)           |                      | 24 stycznia 1936     | 4 czerwca 1936       |                   | PRRRS                        | 2    | XV                    |
| 76   | Léon Blum (1872–1950)                |                      | 4 czerwca 1936       | 21 czerwca 1937      |                   | SFIO                         | 1    | XVI                   |
| (68) | Camille Chautemps (1885–1963)        |                      | 29 czerwca 1937      | 14 stycznia 1938     |                   | PRRRS                        | 3    | XVI                   |
| (68) | Camille Chautemps (1885–1963)        | 18 stycznia 1938     | 10 marca 1938        | 4                    |                   | PRRRS                        |      | XVI                   |
| (76) | Léon Blum (1872–1950)                |                      | 13 marca 1938        | 8 kwietnia 1938      |                   | SFIO                         | 2    | XVI                   |
| (72) | Édouard Daladier (1884–1970)         |                      | 12 kwietnia 1938     | 13 maja 1939         |                   | PRRRS                        | 3    | XVI                   |
| (72) | Édouard Daladier (1884–1970)         | 13 maja 1939         | 13 września 1939     | 4                    |                   | PRRRS                        |      | XVI                   |
| (72) | Édouard Daladier (1884–1970)         | 13 września 1939     | 20 marca 1940        | 5                    |                   | PRRRS                        |      | XVI                   |
| 77   | Paul Reynaud (1878–1966)             |                      | 22 marca 1940        | 16 czerwca 1940      |                   | AD                           | •    | XVI                   |
| 78   | Philippe Pétain (1856–1951)          |                      | 16 czerwca 1940      | 10 lipca 1940        |                   | bezpartyjny                  | •    | XVI                   |

## Rząd Vichy (1940–1944)
| #    | Imię i Nazwisko                    | Portret | Kadencja         | Kadencja         | Partia polityczna | Partia polityczna | Rząd |
| #    | Imię i Nazwisko                    | Portret | Od               | Do               | Partia polityczna | Partia polityczna | Rząd |
| ---- | ---------------------------------- | ------- | ---------------- | ---------------- | ----------------- | ----------------- | ---- |
| (70) | Pierre Laval (1883–1945)           |         | 12 lipca 1940    | 13 grudnia 1940  |                   | bezpartyjny       | 5    |
| (74) | Pierre-Étienne Flandin (1889–1958) |         | 13 grudnia 1940  | 9 lutego 1941    | 2                 | bezpartyjny       |      |
| 79   | François Darlan (1871–1942)        |         | 9 lutego 1941    | 18 kwietnia 1942 | •                 | bezpartyjny       |      |
| (70) | Pierre Laval (1883–1945)           |         | 18 kwietnia 1942 | 19 sierpnia 1944 | 6                 | bezpartyjny       |      |

## Szefowie Rządu Tymczasowego (1944–1947)
| #    | Imię i Nazwisko               | Portret           | Kadencja         | Kadencja          | Partia polityczna | Partia polityczna | Rząd | Legislatura                      |
| #    | Imię i Nazwisko               | Portret           | Od               | Do                | Partia polityczna | Partia polityczna | Rząd | Legislatura                      |
| ---- | ----------------------------- | ----------------- | ---------------- | ----------------- | ----------------- | ----------------- | ---- | -------------------------------- |
| 80   | Charles de Gaulle (1890–1970) |                   | 3 czerwca 1944   | 2 listopada 1945  |                   | DVD               | 1    | Tymczasowe Zgromadzenie Doradcze |
| 80   | Charles de Gaulle (1890–1970) | 21 listopada 1945 | 20 stycznia 1946 | 2                 | I                 | DVD               |      |                                  |
| 81   | Félix Gouin (1884–1977)       |                   | 26 stycznia 1946 | 12 czerwca 1946   | I                 |                   | SFIO | •                                |
| 82   | Georges Bidault (1899–1983)   |                   | 24 czerwca 1946  | 28 listopada 1946 |                   | MRP               | 1    | II                               |
| (76) | Léon Blum (1872–1950)         |                   | 16 grudnia 1946  | 16 stycznia 1947  |                   | SFIO              | 3    | I (IV Republika)                 |

## Przewodniczący Rady Ministrów IV Republiki Francuskiej (1947–1959)
| #    | Imię i Nazwisko                      | Portret              | Kadencja             | Kadencja               | Partia polityczna | Partia polityczna | Rząd | Legislatura |
| #    | Imię i Nazwisko                      | Portret              | Od                   | Do                     | Partia polityczna | Partia polityczna | Rząd | Legislatura |
| ---- | ------------------------------------ | -------------------- | -------------------- | ---------------------- | ----------------- | ----------------- | ---- | ----------- |
| 83   | Paul Ramadier (1888–1961)            |                      | 22 stycznia 1947     | 21 października 1947   |                   | SFIO              | 1    | I           |
| 83   | Paul Ramadier (1888–1961)            | 22 października 1947 | 19 listopada 1947    | 2                      |                   | SFIO              |      | I           |
| 84   | Robert Schuman (1886–1963)           |                      | 24 listopada 1947    | 19 lipca 1948          |                   | MRP               | 1    | I           |
| 85   | André Marie (1897–1974)              |                      | 26 lipca 1948        | 28 sierpnia 1948       |                   | PRRRS             | •    | I           |
| (84) | Robert Schuman (1886–1963)           |                      | 5 września 1948      | 7 września 1948        |                   | MRP               | 2    | I           |
| 86   | Henri Queuille (1886–1963)           |                      | 11 września 1948     | 28 5 października 1949 |                   | PRRRS             | 1    | I           |
| 87   | Georges Bidault (1899–1983)          |                      | 28 października 1949 | 7 lutego 1950          |                   | MRP               | 2    | I           |
| 87   | Georges Bidault (1899–1983)          | 7 lutego 1950        | 24 czerwca 1950      | 3                      |                   | MRP               |      | I           |
| (86) | Henri Queuille (1886–1963)           |                      | 2 lipca 1950         | 4 lipca 1950           |                   | PRRRS             | 2    | I           |
| 88   | René Pleven (1901–1993)              |                      | 12 lipca 1950        | 28 lutego 1951         |                   | UDSR              | 1    | I           |
| (86) | Henri Queuille (1886–1963)           |                      | 10 marca 1951        | 10 lipca 1951          |                   | PRRRS             | 3    | I           |
| (88) | René Pleven (1901–1993)              |                      | 11 sierpnia 1951     | 7 stycznia 1952        |                   | UDSR              | 2    | II          |
| 89   | Edgar Faure (1908–1988)              |                      | 20 stycznia 1952     | 28 lutego 1952         |                   | PRRRS             | 1    | II          |
| 90   | Antoine Pinay (1908–1988)            |                      | 8 marca 1952         | 23 grudnia 1953        |                   | CNIP              | •    | II          |
| 91   | René Mayer (1895–1972)               |                      | 8 stycznia 1953      | 21 maja 1953           |                   | PRRRS             | •    | II          |
| 92   | Joseph Laniel (1889–1975)            |                      | 28 czerwca 1953      | 16 stycznia 1954       |                   | CNIP              | 1    | II          |
| 92   | Joseph Laniel (1889–1975)            | 16 stycznia 1954     | 12 czerwca 1954      | 2                      |                   | CNIP              |      | II          |
| 93   | Pierre Mendès France (1907–1982)     |                      | 18 czerwca 1954      | 5 lutego 1955          |                   | PRRRS             | •    | II          |
| (89) | Edgar Faure (1908–1988)              |                      | 23 lutego 1955       | 24 stycznia 1956       | 2                 | PRRRS             |      | II          |
| 94   | Guy Mollet (1905–1975)               |                      | 1 lutego 1956        | 21 maja 1957           |                   | SFIO              | •    | III         |
| 95   | Maurice Bourgès-Maunoury (1914–1993) |                      | 12 czerwca 1957      | 30 września 1957       |                   | PRRRS             | •    | III         |
| 96   | Félix Gaillard (1919–1970)           |                      | 6 listopada 1957     | 15 kwietnia 1958       | •                 | PRRRS             |      | III         |
| 97   | Pierre Pflimlin (1907–2000)          |                      | 13 maja 1958         | 28 maja 1958           |                   | MRP               | •    | III         |
| (80) | Charles de Gaulle (1890–1970)        |                      | 1 czerwca 1958       | 8 stycznia 1959        |                   | UNR               | 3    | III         |

## Premierzy V Republiki Francuskiej (od 1959)
| #     | Imię i Nazwisko                       | Portret           | Kadencja          | Kadencja         | Partia polityczna | Partia polityczna | Rząd | Legislatura |
| #     | Imię i Nazwisko                       | Portret           | Od                | Do               | Partia polityczna | Partia polityczna | Rząd | Legislatura |
| ----- | ------------------------------------- | ----------------- | ----------------- | ---------------- | ----------------- | ----------------- | ---- | ----------- |
| 98    | Michel Debré (1912–1996)              |                   | 8 stycznia 1959   | 14 kwietnia 1962 |                   | UNR               | •    | I           |
| 99    | Georges Pompidou (1911–1974)          |                   | 14 kwietnia 1962  | 7 grudnia 1962   | 1                 | UNR               |      | I           |
| 99    | Georges Pompidou (1911–1974)          | 7 grudnia 1962    | 8 stycznia 1966   | 2                | II                | UNR               |      |             |
| 99    | Georges Pompidou (1911–1974)          | 8 stycznia 1966   | 1 kwietnia 1967   | 3                | II                | UNR               |      |             |
| 99    | Georges Pompidou (1911–1974)          | 5 kwietnia 1967   | 10 lipca 1968     | 4                | III               | UNR               |      |             |
| 100   | Maurice Couve de Murville (1907–1999) |                   | 10 lipca 1968     | 20 czerwca 1969  | •                 | UNR               | IV   |             |
| 101   | Jacques Chaban-Delmas (1915–2000)     |                   | 20 czerwca 1969   | 6 lipca 1972     | •                 | UNR               | IV   |             |
| 102   | Pierre Messmer (1916–2007)            |                   | 6 lipca 1972      | 5 kwietnia 1973  | 1                 | UNR               | IV   |             |
| 102   | Pierre Messmer (1916–2007)            | 5 kwietnia 1973   | 1 marca 1974      | 2                | V                 | UNR               |      |             |
| 102   | Pierre Messmer (1916–2007)            | 1 marca 1974      | 27 maja 1974      | 3                | V                 | UNR               |      |             |
| 103   | Jacques Chirac (1932–2019)            |                   | 27 maja 1974      | 25 sierpnia 1976 | V                 | UNR               | 1    |             |
| 104   | Raymond Barre (1924–2007)             |                   | 25 sierpnia 1976  | 29 marca 1977    | V                 |                   | DVD  | 1           |
| 104   | Raymond Barre (1924–2007)             | 29 marca 1977     | 31 marca 1978     | 2                | V                 |                   | DVD  |             |
| 104   | Raymond Barre (1924–2007)             | 31 marca 1978     | 21 maja 1981      | 3                | VI                |                   | DVD  |             |
| 105   | Pierre Mauroy (1928–2013)             |                   | 21 maja 1981      | 23 czerwca 1981  | VI                |                   | PS   | 1           |
| 105   | Pierre Mauroy (1928–2013)             | 23 czerwca 1981   | 23 marca 1983     | 2                | VII               |                   | PS   |             |
| 105   | Pierre Mauroy (1928–2013)             | 23 marca 1983     | 17 lipca 1984     | 3                | VII               |                   | PS   |             |
| 106   | Laurent Fabius (ur. 1946)             |                   | 17 lipca 1984     | 20 marca 1986    | VII               | •                 | PS   |             |
| (103) | Jacques Chirac (1932–2019)            |                   | 20 marca 1986     | 10 maja 1988     |                   | RPR               | 2    | VIII        |
| 107   | Michel Rocard (1930–2016)             |                   | 10 maja 1988      | 22 czerwca 1988  |                   | PS                | 1    | VIII        |
| 107   | Michel Rocard (1930–2016)             | 23 czerwca 1988   | 15 maja 1991      | 2                | IX                | PS                |      |             |
| 108   | Édith Cresson (ur. 1934)              |                   | 15 maja 1991      | 2 kwietnia 1992  | IX                | PS                | •    |             |
| 109   | Pierre Bérégovoy (1925–1993)          |                   | 2 kwietnia 1992   | 29 marca 1993    | IX                | PS                | •    |             |
| 110   | Édouard Balladur (ur. 1929)           |                   | 29 marca 1993     | 18 maja 1995     |                   | RPR               | •    | X           |
| 111   | Alain Juppé (ur. 1945)                |                   | 18 maja 1995      | 7 listopada 1995 | 1                 | RPR               |      | X           |
| 111   | Alain Juppé (ur. 1945)                | 7 listopada 1995  | 2 czerwca 1997    | 2                |                   | RPR               |      | X           |
| 112   | Lionel Jospin (ur. 1937)              |                   | 2 czerwca 1997    | 6 maja 2002      |                   | PS                | •    | XI          |
| 113   | Jean-Pierre Raffarin (ur. 1948)       |                   | 7 maja 2002       | 17 czerwca 2002  |                   | DL                | 1    | XI          |
| 113   | Jean-Pierre Raffarin (ur. 1948)       | 17 czerwca 2002   | 30 marca 2004     |                  | UMP               | 2                 | XII  |             |
| 113   | Jean-Pierre Raffarin (ur. 1948)       | 31 marca 2004     | 31 maja 2005      | 3                | UMP               |                   | XII  |             |
| 114   | Dominique de Villepin (ur. 1953)      |                   | 31 maja 2005      | 17 maja 2007     | UMP               | •                 | XII  |             |
| 115   | François Fillon (ur. 1954)            |                   | 17 maja 2007      | 18 czerwca 2007  | UMP               | 1                 | XII  |             |
| 115   | François Fillon (ur. 1954)            | 19 czerwca 2007   | 13 listopada 2010 | 2                | UMP               | XIII              |      |             |
| 115   | François Fillon (ur. 1954)            | 14 listopada 2010 | 16 maja 2012      | 3                | UMP               | XIII              |      |             |
| 116   | Jean-Marc Ayrault (ur. 1950)          |                   | 16 maja 2012      | 18 czerwca 2012  |                   | XIII              | PS   | 1           |
| 116   | Jean-Marc Ayrault (ur. 1950)          | 18 czerwca 2012   | 31 marca 2014     | 2                | XIV               |                   | PS   |             |
| 117   | Manuel Valls (ur. 1962)               |                   | 31 marca 2014     | 25 sierpnia 2014 | XIV               | 1                 | PS   |             |
| 117   | Manuel Valls (ur. 1962)               | 25 sierpnia 2014  | 6 grudnia 2016    | 2                | XIV               |                   | PS   |             |
| 118   | Bernard Cazeneuve (ur. 1963)          |                   | 6 grudnia 2016    | 15 maja 2017     | XIV               | •                 | PS   |             |
| 119   | Édouard Philippe (ur. 1970)           |                   | 15 maja 2017      | 19 czerwca 2017  | XIV               |                   | LR   | 1           |
| 119   | Édouard Philippe (ur. 1970)           | 19 czerwca 2017   | 3 lipca 2020      |                  | DVD               | 2                 | XV   |             |
| 120   | Jean Castex (ur. 1965)                |                   | 3 lipca 2020      | 16 maja 2022     |                   | LR, bezpartyjny   | XV   | •           |
| 121   | Élisabeth Borne (ur. 1961)            |                   | 16 maja 2022      | 9 stycznia 2024  |                   | RE                | XV   | •           |
| 121   | Élisabeth Borne (ur. 1961)            | XVI               | 16 maja 2022      | 9 stycznia 2024  |                   | RE                |      | •           |
| 122   | Gabriel Attal (ur. 1989)              |                   | 9 stycznia 2024   | 5 września 2024  | •                 | RE                |      |             |
| 123   | Michel Barnier (ur. 1951)             |                   | 5 września 2024   | 13 grudnia 2024  |                   | LR                | •    | XVII        |
| 124   | François Bayrou (ur. 1951)            |                   | 13 grudnia 2024   |                  |                   | MoDeM             | •    | XVII        |